# بونيتا (كاليفورنيا)
بونيتا (بالإنجليزية: Bonita CDP, California)‏ هي منطقة سكنية تقع بولاية كاليفورنيا في الولايات المتحدة. تبلغ مساحتها 13.35 كم2، وترتفع عن سطح البحر 36 م، بلغ عدد سكانها 12,538 نسمة في عام 2010 حسب إحصاء مكتب تعداد الولايات المتحدة وتصل الكثافة السكانية فيها 939.2 نسمة لكل كيلومتر مربع (2,432.5/ميل2).

## التركيبة السكانية
حدّد مكتب تعداد الولايات المتحدة بيانات التركيبة السكانية لبونيتا في تعداد الولايات المتحدة. في ما يلي، التركيبة السكانية حسب تعدادي 2000 و2010.

### تعداد عام 2000
بلغ عدد سكان بونيتا 12,401 نسمة بحسب تعداد عام 2000، وبلغ عدد الأسر 4,179 أسرة وعدد العائلات 3,399 عائلة مقيمة في المنطقة السكنية. في حين سجلت الكثافة السكانية 928.9 نسمة لكل كيلومتر مربع (2,405.8/ميل2). وبلغ عدد الوحدات السكنية 4,281 وحدة بمتوسط كثافة قدره 320.7 لكل كيلومتر مربع (830.6/ميل2).
وتوزع التركيب العرقي للمنطقة السكنية بنسبة 71.99% من البيض و3.11% من الأمريكيين الأفارقة و0.56% من الأمريكيين الأصليين و8.54% من الأمريكيين ذوي الأصول الآسيوية و0.31% من سكان جزر المحيط الهادئ و10.64% من الأعراق الأخرى و4.84% من عرقين مختلطين أو أكثر و30.47% من الهسبانيون أو اللاتينيون من أي عرق.
بلغ عدد الأسر 4,179 أسرة كانت نسبة 39.4% منها لديها أطفال تحت سن الثامنة عشر تعيش معهم، وبلغت نسبة الأزواج القاطنين مع بعضهم البعض 66.4% من أصل المجموع الكلي للأسر، ونسبة 10.9% من الأسر كان لديها معيلات من الإناث دون وجود شريك، بينما كانت نسبة 4.1% من الأسر لديها معيلون من الذكور دون وجود شريكة وكانت نسبة 18.7% من غير العائلات. تألفت نسبة 14% من أصل جميع الأسر من عدة أفراد يعيشون في نفس المنزل ونسبة 5.3% كانت تتألف من شخص يعيش بمفرده يبلغ من العمر 65 عاماً أو أكثر. وبلغ متوسط حجم الأسرة المعيشية 2.94، أما متوسط حجم العائلات فبلغ 3.22.
بلغ العمر الوسطي للسكان 40.6 عاماً. وكانت نسبة 24.4% من القاطنين تحت سن الثامنة عشر، وكانت نسبة 7.3% بين الثامنة عشر والرابعة والعشرين عاماً، ونسبة 25.5% كانت واقعةً في الفئة العمرية ما بين الخامسة والعشرين والرابعة والأربعين عاماً، ونسبة 28.3% كانت ما بين الخامسة والأربعين والرابعة والستين، ونسبة 13.5% كانت ضمن فئة الخامسة والستين عاماً فما فوق. يوجد لكل 100 أنثى 96.1 ذكر، ويوجد لكل 100 أنثى في الثامنة عشر من عمرها فما فوق 93.4 ذكر.
بلغ متوسط دخل الأسرة في المنطقة السكنية 70,109 دولارًا، أما متوسط دخل العائلة فبلغ 79,333 دولارًا. وكان متوسط دخل الذكور 50,495 دولارًا مقابل 39,653 دولارًا للإناث. وسجل دخل الفرد الخاص بالمنطقة السكنية 31,131 دولارًا. وكانت نسبة 2.1% من العائلات ونسبة 3.7% من السكان تحت خط الفقر، وكان من هؤلاء نسبة 2.2% تحت سن الثامنة عشر ونسبة 2% في الخامسة والستين من العمر وما فوق.

### تعداد عام 2010
بلغ عدد سكان بونيتا 12,538 نسمة بحسب تعداد عام 2010، وبلغ عدد الأسر 4,288 أسرة وعدد العائلات 3,315 عائلة مقيمة في المنطقة السكنية. في حين سجلت الكثافة السكانية 939.2 نسمة لكل كيلومتر مربع (2,432.5/ميل2). وبلغ عدد الوحدات السكنية 4,477 وحدة بمتوسط كثافة قدره 335.4 لكل كيلومتر مربع (868.7/ميل2).
وتوزع التركيب العرقي للمنطقة السكنية بنسبة 66.85% من البيض و3.72% من الأمريكيين الأفارقة و0.87% من الأمريكيين الأصليين و9.57% من الأمريكيين ذوي الأصول الآسيوية و0.64% من سكان جزر المحيط الهادئ و13.41% من الأعراق الأخرى و4.94% من عرقين مختلطين أو أكثر و40.72% من الهسبانيون أو اللاتينيون من أي عرق.
بلغ عدد الأسر 4,288 أسرة كانت نسبة 32.7% منها لديها أطفال تحت سن الثامنة عشر تعيش معهم، وبلغت نسبة الأزواج القاطنين مع بعضهم البعض 60.7% من أصل المجموع الكلي للأسر، ونسبة 11.9% من الأسر كان لديها معيلات من الإناث دون وجود شريك، بينما كانت نسبة 4.7% من الأسر لديها معيلون من الذكور دون وجود شريكة وكانت نسبة 22.7% من غير العائلات. تألفت نسبة 17.9% من أصل جميع الأسر من عدة أفراد يعيشون في نفس المنزل ونسبة 9.5% كانت تتألف من شخص يعيش بمفرده يبلغ من العمر 65 عاماً أو أكثر. وبلغ متوسط حجم الأسرة المعيشية 2.92، أما متوسط حجم العائلات فبلغ 3.26.
بلغ العمر الوسطي للسكان 43.9 عاماً. وكانت نسبة 20.8% من القاطنين تحت سن الثامنة عشر، وكانت نسبة 9% بين الثامنة عشر والرابعة والعشرين عاماً، ونسبة 21.6% كانت واقعةً في الفئة العمرية ما بين الخامسة والعشرين والرابعة والأربعين عاماً، ونسبة 29.9% كانت ما بين الخامسة والأربعين والرابعة والستين، ونسبة 18.7% كانت ضمن فئة الخامسة والستين عاماً فما فوق. وتوزع التركيب الجنسي للسكان بنسبة 48.7% ذكور و51.3% إناث.